# Кеткіно
Кеткіно (рос. Кеткино) — селище у Єлізовському районі Камчатського краю Російської Федерації.
Населення становить 288 (2010) осіб. Входить до складу муніципального утворення Раздольненське сільське поселення.

## Історія
Від 1949 року належить до Єлізовського району. До 1 червня 2007 року у складі Камчатської області, відтак у складі Камчатського краю. Згідно із законом від 29 грудня 2004 року органом місцевого самоврядування є Раздольненське сільське поселення.

## Населення
| 2002 | 2010 |
| ---- | ---- |
| 262  | ↗288 |